# Bruxenelle
Bruxenelle – rzeka we Francji, przepływająca przez teren departamentu Marna, o długości 40 km. Stanowi lewy dopływ rzeki Saulx.